# Matthew Evans
Matthew Dominic Evans Wolff (Simi Valley, 25 maggio 2006) è un calciatore guatemalteco, centrocampista del Los Angeles FC 2 e della nazionale guatemalteca.

## Carriera

### Club
Cresciuto nel settore giovanile del Los Angeles FC, ha debuttato con la squadra riserve il 22 maggio 2023 nell'incontro di MLS Next Pro vinto 1-0 contro il Real Monarchs. Ha segnato il suo primo gol il 30 luglio dello stesso anno, contro il St. Louis City 2.

### Nazionale
Nel 2023 ha giocato sia con la nazionale guatemalteca Under-17, sia con quella statunitense; successivamente ha scelto di optare per la nazionale centroamericana, dove ha successivamente militato in Under-18 ed Under-20.
Il 10 giugno 2025 ha debuttato con la nazionale maggiore guatemalteca nell'incontro di qualificazione per il campionato mondiale 2026 perso 4-0 contro la Giamaica.

## Statistiche

### Presenze e reti nei club
Statistiche aggiornate all'11 giugno 2025.
| Stagione        | Squadra          | Campionato      | Campionato | Campionato | Coppe nazionali | Coppe nazionali | Coppe nazionali | Coppe continentali | Coppe continentali | Coppe continentali | Altre coppe | Altre coppe | Altre coppe | Totale | Totale | Totale |
| Stagione        | Squadra          | Comp            | Pres       | Reti       | Comp            | Pres            | Reti            | Comp               | Pres               | Reti               | Comp        | Pres        | Reti        | Pres   | Reti   |        |
| --------------- | ---------------- | --------------- | ---------- | ---------- | --------------- | --------------- | --------------- | ------------------ | ------------------ | ------------------ | ----------- | ----------- | ----------- | ------ | ------ | ------ |
| 2023            | Los Angeles FC 2 | MNP             | 12         | 1          | -               | -               | -               | -                  | -                  | -                  | -           | -           | -           | 12     | 1      |        |
| 2024            | Los Angeles FC 2 | MNP             | 24         | 3          | -               | -               | -               | -                  | -                  | -                  | -           | -           | -           | 24     | 3      |        |
| 2025            | Los Angeles FC 2 | MNP             | 8          | 4          | USCup           | 2               | 2               | -                  | -                  | -                  | -           | -           | -           | 10     | 6      |        |
| Totale carriera | Totale carriera  | Totale carriera | 44         | 8          |                 | 2               | 2               |                    | -                  | -                  |             | -           | -           | 46     | 10     |        |

### Cronologia presenze e reti in nazionale
| Cronologia completa delle presenze e delle reti in nazionale ― Guatemala | Cronologia completa delle presenze e delle reti in nazionale ― Guatemala | Cronologia completa delle presenze e delle reti in nazionale ― Guatemala | Cronologia completa delle presenze e delle reti in nazionale ― Guatemala | Cronologia completa delle presenze e delle reti in nazionale ― Guatemala | Cronologia completa delle presenze e delle reti in nazionale ― Guatemala | Cronologia completa delle presenze e delle reti in nazionale ― Guatemala | Cronologia completa delle presenze e delle reti in nazionale ― Guatemala |
| Data                                                                     | Città                                                                    | In casa                                                                  | Risultato                                                                | Ospiti                                                                   | Competizione                                                             | Reti                                                                     | Note                                                                     |
| ------------------------------------------------------------------------ | ------------------------------------------------------------------------ | ------------------------------------------------------------------------ | ------------------------------------------------------------------------ | ------------------------------------------------------------------------ | ------------------------------------------------------------------------ | ------------------------------------------------------------------------ | ------------------------------------------------------------------------ |
| 10-6-2025                                                                | Kingston                                                                 | Giamaica                                                                 | 2 – 0                                                                    | Guatemala                                                                | Qual. Mondiali 2026                                                      | -                                                                        | 69’                                                                      |
| Totale                                                                   |                                                                          | Presenze                                                                 | 1                                                                        |                                                                          | Reti                                                                     | 0                                                                        |                                                                          |